# زبان وپس
زبان وپس زبانی از شاخه زبان‌های فنلاندی است که در کشور روسیه نزدیک به هفت هزارتن گویشور دارد. این زبان گویش‌های متعددی را دربر می‌گیرد و در گویش شمالی این زبان متکلمین خود را لودی می‌نامند.

## نمونه زبانی
- ضمایر:

## اعداد
| Number | Veps             |
| ۱      | üks'             |
| ۲      | kaks'            |
| ۳      | koume            |
| ۴      | nell'            |
| ۵      | viž              |
| ۶      | kuz'             |
| ۷      | seičeme          |
| ۸      | kahesa           |
| ۹      | ühesa            |
| ۱۰     | kümne            |
| ۱۱     | üks'toštkümne    |
| ۱۲     | kaks'toštkümne   |
| ۲۰     | kaks'kümne       |
| ۳۴     | koumekümne nell' |
| ۱۰۰    | sada             |
| ۱۰۰۰   | tuha             |